# Diego José Maraver de Guevara Vera y Godoy
Diego José Maraver de Guevara Vera y Godoy (bau. Mérida, Santa María Mayor, 21 de enero de 1685 - Jerez de los Caballeros, 14 de octubre de 1753) fue un noble español.

## Familia
Hijo de Andrés Antonio Maraver de Guevara y Godoy o Andrés Maraver de Guevara y de su esposa Ana Leonor María de Vera y de Alburquerque Zúñiga y Fajardo o Ana María de Vera Alburquerque y Fajardo o de Vera Alburquerque, nieta materna de la VI marquesa de Espinardo, y hermano más viejo de Andrés Maraver de Guevara Vera y Godoy.

## Biografía
VII señor del mayorazgo de Torre Mejía o Torremejía y III señor del mayorazgo de Santana.
Regidor perpetuo de Jerez de los Caballeros.

## Matrimonio y descendencia
Casó en Mérida, San Bartolomé, el 14 de abril de 1706 con Isabel Francisca de Silva Vera y Vargas (bau. Jerez de los Caballeros, 15 de marzo de 1679 - ?), hermana germana de Juan Sánchez de Silva y Vega, XV señor de la Higuera de Vargas, XV señor de las villas de Burguillos, la Higuera de Vargas, Valverde y las Atalayas, XII señor de San Fagundo, etc, VII señor de la Pulgosa y Cofrentes, de la cual tuvo: 
- Andrés Maraver y Silva de Vera y Vega, que pagaba a la Cofradía del Santísimo Sacramento de la Parroquia de San Bartolomé de Jerez de los Caballeros 60 reales anuales por un vínculo que fundaron sus padres,[1] casado en 1723 con la marquesa de Villa Alegre, de la cual tuvo un único hijo: 
  - Diego Manuel Maraver y Figueroa, que, cuando aunque niño, el 19 de diciembre de 1755, apadrinó el bautismo de Antonio Félix, hijo de Agustín Núñez Barrero y de su esposa Ana Rosalia de Castro y Cáceres,[2] fallecido menor
- María Paula Maraver y Silva de Vera y Vega (bau. Jerez de los Caballeros, 30 de enero de 1715 - Villafranca de los Barros, 25 de julio de 1773), segunda esposa de su primo segundo, casados en Jerez de los Caballeros el 10 de julio de 1729 José Miguel Domingo Gutiérrez de la Barreda Tordoya Vargas-Machuca y Silva (bau. Villafranca de los Barros, 29 de marzo de 1703 - 1750), caballero de la Soberana Orden Militar y Hospitalaria de San Juan de Jerusalén, de Rodas y de Malta, señor de casa y vínculo en Villafranca de los Barros, viudo de su prima hermana Ana Antonia Gutiérrez de la Barreda y Vargas-Machuca (casados el 12 de febrero de 1721), hija de Martín Gutiérrez de la Barreda y Gordon de Valencia (? - Villafranca de los Barros, 30 de marzo de 1729) y de su esposa Marina Gutiérrez de la Barreda y Vargas-Machuca, hijo de Fernando Gutiérrez de la Barreda y Vargas-Machuca (bau. Villafranca de los Barros, 26 de noviembre de 1670 - ?), caballero de la Orden de Santiago el 22 de diciembre de 1703[3] y de su segunda esposa (casados en Salvatierra de los Barros el 27 de julio de 1698) Inés de Tordoya y Silva Figueroa Salcedo y Mendoza (bau. Salvatierra de los Barros, 5 de agosto de 1677 - ?), y hermano de Gómez Gutiérrez de la Barreda y Tordoya (1713 - 1774) y de María Teresa Gutiérrez de la Barreda y Tordoya, casada primera vez con Rodrigo de Carvajal y Valencia, capitán de caballería del Regimiento de Dragones de Llerena y caballero de la Orden de Santiago, y casada segunda vez con Vicente de los Ríos y Fernández de Córdoba, de la casa de los vizcondes de Sancho Miranda, con descendencia